# Coenosia punctigera
Coenosia punctigera är en tvåvingeart som beskrevs av Stein 1918. Coenosia punctigera ingår i släktet Coenosia och familjen husflugor. Inga underarter finns listade i Catalogue of Life.